# Myiopsitta
Genre
Statut de conservation UICN

 LC  : Préoccupation mineure
Myiopsitta est un genre d'oiseaux de la famille des Psittacidae.

## Liste des espèces
D'après la classification de référence (version 5.1, 2015) du Congrès ornithologique international (ordre phylogénique) :
- Myiopsitta monachus – Conure veuve
- Myiopsitta luchsi – (?) Conure des falaises